# Udarni
Udarni - Ударный (rus) - és un khútor del krai de Krasnodar, a Rússia. Es troba a la vora del riu Zubova, afluent del Miguta, a 14 km al nord de Kanevskaia i a 129 km al nord de Krasnodar. Pertany a l'stanitsa de Starodereviànkovskaia.